# The Hardest Button to Button
"The Hardest Button to Button" é uma música composta e tocada pela banda de rock norte-americana The White Stripes. A música faz parte do álbum Elephant e ficou em oitavo lugar na Modern Rock Tracks. A música ganhou um clipe, famoso pela "multiplicação" do kit de Meg White, feito em pixilation com várias baterias idênticas.
A capa do single é inspirada nos pôsteres de Saul Bass e faz referência ao seu dedo indicador, na época quebrado (ele aparece no clipe com um curativo na mão direita), e sua obsessão pelo número 3.
Num episódio de Os Simpsons, Bart começa a tocar bateria - equipamento esse comprado para ele em prol de canalizar sua energia - em sincronia com a música. A bateria de Bart começa a deslocar-se, tal como a de Meg no videoclipe. Ambos acabam por chocar numa esquina e Bart é perseguido, mas consegue fugir.

## Posição nas paradas musicais
| Parada (2003–2004)                             | Melhor posição |
| ---------------------------------------------- | -------------- |
| Austrália (ARIA)                               | 54             |
| Irlanda (IRMA)                                 | 42             |
| Países Baixos (Single Top 100)                 | 90             |
| Escócia (Scottish Singles Chart)               | 31             |
| Reino Unido (UK Singles Chart)                 | 23             |
| Reino Unido (OCC UK Indie)                     | 1              |
| Estados Unidos (Billboard Alternative Airplay) | 8              |